# Титов, Борис Юрьевич
Бори́с Ю́рьевич Тито́в (род. 24 декабря 1960, Москва, СССР) — российский политик, предприниматель. Уполномоченный при Президенте России по защите прав предпринимателей с 2012.
Владелец и основной акционер Группы компаний «Абрау-Дюрсо». Председатель Совета основателей общероссийской общественной организации «Деловая Россия», председатель Российско-Китайского комитета мира, дружбы и развития, председатель Наблюдательного совета Института экономики роста им. Столыпина П. А., председатель Совета «Российского Союза виноградарей и виноделов», председатель «Партии Роста». Действительный государственный советник Российской Федерации 2 класса (2014). Кандидат на пост президента России на выборах 2018 года. Получил 0,76 % голосов от принявших участие в голосовании.

## Биография

### Образование
Борис Титов родился в 1960 году в Москве.
В 1983 году окончил факультет международных экономических отношений Московского государственного института международных отношений (МГИМО) по специальности «экономист-международник». Во время учёбы в институте работал переводчиком с испанского языка, в том числе в 1983 году в республике Перу.
После получения диплома начал работать во внешнеторговом объединении «Союзнефтеэкспорт» как специалист по поставке технических масел, нефти и нефтехимических товаров в Латинскую Америку и на Дальний Восток.

### Бизнес
В 1989 году ушёл из государственной компании и занял пост начальника департамента химии совместного советско-голландского предприятия «Urals». В 1991 году он совместно с партнёрами создал собственную компанию Solvalub, выкупив лондонскую компанию Solvents and Lubricants, с которой сотрудничал ещё в период работы в Urals и ВО «Союзнефтеэкспорт», и стал исполнительным директором группы компаний SVL Group. Через некоторое время Титов упоминался в прессе как исполнительный директор группы компаний, а также как председатель правления группы. Позже компания превратилась в инвестиционно-торговую группу, работающую на рынке нефтепродуктов, агро- и нефтехимии, сжиженных газов. Очень быстро компания Титова параллельно с международной торговлей стала заниматься префинансированием экспорта из России, организацией проектного финансирования и инвестициями в производственные и транспортные проекты. В 1992 году Solvalub построила химический терминал в Вентспилском порту, а затем выкупила у Латвийского государства терминал по перевалке аммиака и нефтехимии ОАО «Вентаммоньякс» (SIA "Ventamonjaks"). В 1994 году ею был приобретён порт «Кавказ». По данным Титова, до дефолта 1998 года консолидированный объём продаж группы Solvalub составлял 700—800 миллионов долларов, а к началу 2000-х годов он вырос до 1,5 миллиардов долларов, в этот период на группу SVL приходилось более 10 % мирового объёма торговли аммиаком. В разное время в число активов группы входили ряд предприятий нефте- и агрохимии — Нефтехимик (Пермь), Ставропольполимер (Будённовск) и др. В 1999 году была создана Финансово-промышленная группа «Интерхимпром», осуществлявшая управление активами Solvalub в России, Титов стал председателем объединённого правления. Суммарный оборот группы Титов, являвшийся владельцем контрольного пакета Solvalub, в 2008 году оценивал на уровне 2 миллиардов долларов.
В 2001—2002 годах Титов занимал пост президента ЗАО «Агрохимическая корпорация „Азот“», которая являлась совместным предприятием Интерхимпрома на паритетных началах с Газпромом и владела пакетами акций четырёх предприятий производителей минеральных удобрений.
В 2002 году Титов был избран президентом Фонда развития промышленности минеральных удобрений и занимал этот пост до 2004 года.
Несколько лет, начиная с 2003 года, — председатель правления Некоммерческого партнёрства «Координатор рынка газа», созданного по инициативе Российского Союза промышленников и предпринимателей (РСПП) и Газпрома для разработки модели перехода к устойчивому и справедливому режиму свободного рынка газа.
30 декабря 2006 года SVL Group приобрела 58 % компании ОАО «Абрау-Дюрсо» и стала развивать бренд самого популярного российского шампанского, увеличив продажи к 2014 году в пять раз.
В 2010 году приобрела шампанский дом Chateau d`Avize у Moët & Chandon. Сумма сделки, о которой рассказал в прессе Титов, не разглашалась, некоторые эксперты оценивали её в 5-10 миллионов евро.
26 июня 2012 года совет директоров ОАО «Абрау-Дюрсо» досрочно прекратил полномочия Титова как гендиректора компании в связи с переходом на госслужбу и избрал его председателем совета директоров.

### Общественная деятельность
В 2000 году избран членом бюро правления и вице-президентом Российского Союза промышленников и предпринимателей (РСПП), где в 2002—2005 годах возглавлял комиссию по этике.
В 2003 году стал сопредседателем, а в мае 2004 года — председателем Общероссийской общественной организации «Деловая Россия», организации, объединяющей представителей несырьевого частного бизнеса России. В этом качестве критиковал жёсткую финансовую политику, проводимую главой Минфина РФ Алексеем Кудриным, настаивая на необходимости увеличения внутреннего производства товаров, стимулирования спроса, привлечении инвестиций, снижения налогов и ставки рефинансирования Центробанка.
Будучи лидером «Деловой России», Борис Титов вошёл в состав ряда государственных и общественных структур. Он стал членом совета по реализации приоритетных национальных проектов и демографической политике и совета по содействию развитию институтов гражданского общества и правам человека при президенте РФ, членом совета по конкурентоспособности и предпринимательству при правительстве РФ и правительственной комиссии по вопросам развития промышленности, технологий и транспорта. Являлся председателем российской части Российско-Китайского делового совета, председателем правления некоммерческого партнёрства «Координатор рынка газа» и членом президиума национального совета по корпоративному управлению, членом Фонда развития русско-французских исторических инициатив.
В 2005—2008 годах Титов был членом Общественной палаты РФ.
С 2010 по 2019 годы занимал пост председателя совета Союза виноградарей и виноделов России.

### Политическая деятельность
В октябре 2007 года был избран членом Высшего совета партии «Единая Россия».
В 2008 году возглавил Высший совет партии «Гражданская сила», приступив к созданию новой правой партии в России, данное партстроительство оценивалось прессой как «кремлёвский проект». В ноябре этого же года Демократическая партия России, «Гражданская сила» и Союз правых сил были распущены, учреждена новая партия Правое дело. Съезд утвердил трёх её сопредседателей. Ими стали бывший зампред Союза правых cил Леонид Гозман, журналист Георгий Бовт и сам Борис Титов. Через несколько дней решением X съезда «Единой России» были досрочно прекращены полномочия Титова как члена Высшего совета партии.
6 мая 2011 года Титов заявил о желании «Деловой России» войти в состав «Общероссийского народного фронта», о создании которого объявил премьер-министр Путин.
В феврале 2011 года из-за разногласий с другими руководителями партии «Правое дело» Титов покинул пост её сопредседателя. В июне 2011 года в партии был ликвидирован институт сопредседательства. Единоличным лидером партии был избран Михаил Прохоров.
22 июня 2012 года указом президента России Владимира Путина Титов назначен уполномоченным при президенте России по защите прав предпринимателей (бизнес-омбудсменом).
В 2014 году поддержал аннексию Крыма Россией.
29 февраля 2016 года на VII съезде партии «Правое дело» избран её председателем, заявив о смене политического курса партии на «партию бизнеса» и её ребрендинге. 26 марта партия была переименована в «Партию Роста».
21 июня 2017 года переназначен на должность уполномоченного при президенте России по защите прав предпринимателей указом президента России Владимира Путина.
21 декабря 2017 года «Партия роста» выдвинула Титова в качестве кандидата на президентских выборах 2018 года.
22 июня 2022 года истёк срок полномочий Бориса Титова на должности уполномоченного при президенте России по защите прав предпринимателей, так как бизнес-омбудсмен имеет право занимать должность не более двух сроков подряд. Однако в СМИ просочилась информация, что Кремль продлит полномочия Титова до 2023 года.
16 июня 2024 года указом Президента России назначен специальным представителем Президента Российской Федерации по связям международными организациями для достижения целей устойчивого развития.
Является экспертом Московского экономического форума.

### Деятельность на посту бизнес-омбудсмена
На посту бизнес-омбудсмена Титов запомнился рядом инициатив по защите прав предпринимателей, главная из которых — амнистия предпринимателей 2013 года, по которой было амнистировано 2466 человек.

## Санкции
8 февраля 2023 года, на фоне вторжения России на Украину, внесён в санкционный список Великобритании в который попали лица «связанные с роскошными резиденциями Путина». Власти Великобритании отмечают что Титов получил свою должность после покупки 740 гектаров виноградников на территории дворца. Также под санкции попал его сын Павел Титов. 19 мая 2023 года включён в санкционный список Канады «близких соратников режима».

## Состояние
Титов неоднократно упоминался в числе российских миллиардеров. По данным на 2006 год, его состояние составляло 1,03 миллиарда долларов.

## Награды
- Благодарность президента Российской Федерации (2008) — за большой вклад в развитие институтов гражданского общества и обеспечение защиты прав и свобод человека и гражданина[35]
- Медаль ордена «За заслуги перед Отечеством» I степени (2008)[4].
- Медаль Столыпина П. А. II степени (2011)[36].
- Орден Почёта (2015)[37][38].
- Орден Почётного Легиона (Франция, 2015)[39].

## Семья
Женат, супруга Елена Титова — с сентября 2012 года директор Всероссийского музея декоративно-прикладного искусства в Москве.  В 2001—2008 годах возглавляла Фонд развития художественного стеклоделия и галерею «Жизнь стекла». В семье двое детей: сын Павел (президент Деловой России)  и дочь Мария.
Свободно владеет английским и испанским языками. Увлекается дайвингом, сквошем, любит яхты (судовождение) и путешествия.